# 埃爾內河
埃爾內河（法语：Ernée）是法國的河流，位於該國西部，屬於馬耶訥河的右支流，河道全長65公里，平均流量每秒4立方米，發源自戈龍，河口處在马耶讷河畔圣让。

## 外部連結
- http://www.geoportail.fr（页面存档备份，存于）
- The Ernée at the Sandre database